# 세화항 (서귀포시)
세화항은 제주특별자치도 서귀포시 표선면 세화리에 위치한 어항이다. 2005년 3월 21일 어촌정주어항으로 지정되었다. 관리청은 서귀포시, 관리자는 서귀포시장이다.

## 어항 연혁
- 가마리는 포구의 머리에 자리잡은 마을이라 하여 '갯머리'였던 것이 변형된 이름이다. 약 160여 년 전에 이 마을의 포구에 어선들이 수많이 드나드니 채만봉이 점포를 연 것이 설촌의 시초이며 그 후 군위 오씨가 표선리에서 가시천 하류 서쪽에 이주해 와 정착함으로써 마을이 형성되었다. 이 후 행정구역 재편에 의해 '세화2리'로 이름을 바꿨으나, 주민들은 지금도 '가마리'라고 부른다.
- 2005 3월 21일 기본계획을 수립하고, 2009년 6월 10일 정비계획을 수립, 고시하였다.

## 어항 구역
- 수역: 항 동측 선착장에서 S방향으로 100m(180°00')지점과 이 점에서 W방향으로 480m(270°00')지점, 이 점에서 N방향으로 280m(0°00')지점의 육지를 연결한 선을 따라 형성된 국․공유지
- 어항구역면적 : 160,017m2, 항내수면적 : 7,800m2